# Robert Venturi
Robert Venturi   (Filadèlfia, 25 de juny de 1925 - Filadèlfia, 18 de setembre de 2018)va ser un arquitecte estatunidenc, guanyador del ler Premi Pritzker de 1991.

## Biografia
Es va formar en Princeton el 1947, i va treballar amb Eero Saarinen i Louis Kahn abans de formar la seva pròpia empresa amb John Rauch. Va donar classes a la Universitat de Pennsilvània, on va conèixer la seva esposa Denise Scott Brown, que es va fer sòcia de l'empresa el 1967. El 1989, Rauch va deixar l'empresa, que llavors va passar a dir-se Venturi, Scott Brown and Associates.
Venturi va ser un crític ferreny de l'arquitectura moderna, publicant el seu manifest Complexitat i Contradicció en l'Arquitectura el 1966, considerat com una de les bases de les transformacions que tindrien lloc en l'arquitectura en les dècades de 1970 i 1980. En aquesta obra, Venturi considera que la cultura contemporània ja va acceptar la contradicció com condició existencial i en tots els sectors es manifesta la impossibilitat d'aconseguir una síntesi total i completa de la realitat. Fins i tot la matemàtica sembla haver perdut els mateixos fonaments racionals - com s'observa en el Teorema d'incompletesa de Gödel, segons el qual tot sistema axiomàtic prou complet és incoherent en el seu interior, presentant proposicions "indecidibles" pel que fa a la seva veritat o falsedat. Encara que crític amb relació al moviment modernista, el text es col·loca en una condició de complementarietat i diàleg amb els mestres.
Tot i que rebutjant el less is more — frase del poeta Robert Browning, adoptada per Ludwig Mies van der Rohe — Venturi va en recerca d'elements complexos i contradictoris fins i tot en l'interior d'obres produïdes pel moviment modern, reconeixent en tals contradiccions el vehicle portador d'un sentiment poètic i expressiu universal. Aquest sentiment es manifesta des de sempre, en totes les èpoques, just en arquitectures menors o espontànies i és l'expressió típica de totes les fases del manierisme. Del Cinquecento italià, amb Palladio o Borromini, fins Sullivan i, més recentment, Alvar Aalto, Le Corbusier i Kahn, l'autor busca mostrar, a través de molts exemples, la seva idea de complexitat i contradicció en arquitectura.
El 18 de setembre de 2018, Venturi va morir en la seva casa de Filadèlfia, a 93 anys. Segons parents propers, la seva mort va ser causada per complicacions de la malaltia d'Alzheimer.

## Obres publicades
- Complexity and Contradiction in Architecture, The Museum of Modern Art Press, New York 1966.
- Learning from Las Vegas (amb Don Scott Brown i S. Izenour), Cambridge ME LA, 1972,
- Iconography and Electronics upon la Generic Architecture: La View from the Drafting Room, MIT Press, 1998.
- Architecture les Signs and Systems (amb Don Scott Brown), Harvard University Press, 2004.